# Grashoek
Grashoek est un village néerlandais situé dans la commune de Peel en Maas, dans la province du Limbourg néerlandais. Le 1er janvier 2009, le village comptait 1 704 habitants.